# (16636) 1993 QP
(16636) 1993 QP est un astéroïde Amor découvert en 1993.

## Description
(16636) 1993 QP a été découvert le 23 août 1993 à l'observatoire Palomar, situé au nord de San Diego en Californie, par Eleanor Francis Helin et Kenneth J. Lawrence.

### Caractéristiques orbitales
L'orbite de cet astéroïde est caractérisée par un demi-grand axe de 2,31 UA, un périhélie de 1,23 UA, une excentricité de 0,47 et une inclinaison de 7,21° par rapport à l'écliptique. Du fait de ces caractéristiques, à savoir un périhélie compris entre 1,017 et 1,3 UA, il est classé comme astéroïde Amor, une famille d'astéroïdes géocroiseurs, s'approchant de l'orbite de la Terre.

### Caractéristiques physiques
(16636) 1993 QP a une magnitude absolue (H) de 18,7 et un albédo estimé à 0,344.